# 김준형 (정치학자)
김준형(金峻亨, 1963년 3월 29일~ )은 대한민국의 정치학자로, 제22대 국회의원이다. 제5대 국립외교원장(2019. 8.~2021. 8.)을 지냈다.
강원도 홍천군 출신이다. 교수 시절부터 김어준의 뉴스공장 등 여러 매체에 대북 및 대미 전문가로 출연하고 있으며 2019년 국립외교원장에 임명되었다.

## 학력
- 1979년~1982년: 대구 달성고등학교
- 1982년~1986년: 연세대학교 정치외교학 학사
- 1988년~1990년: 조지워싱턴대학교 대학원 정치학 석사
- 1991년~1997년: 조지워싱턴대학교 대학원 정치학 박사

## 경력
- 2005년: 언론중재위원회 중재위원
- 2008년~2009년 : 미래전략연구원 외교안보전략센터 센터장
- 2013년: 한반도평화포럼 기획위원장
- 한동대학교 국제어문학부 국제정치학과 교수
- 한반도평화포럼 외교연구센터 센터장
- 2017년 11월: 외교부 혁신이행외부자문위원회 위원
- 2017년 12월: 정책기획위원회 평화번영분과 위원
- 2019년 8월~2021년 8월: 국립외교원 5대 국립외교원장
- 2024년 3월: 조국혁신당 입당
- 2024년 4월 10일 대한민국 제22대 국회의원 선거 당선(비례대표, 조국혁신당, 초선)
- 2024년 7월: 조국혁신당 당대표 권한대행
- 2024년 7월~: 조국혁신당 외교안보특별위원회 위원장

### 의정 활동
- 2024년 5월 30일~: 제22대 국회의원(비례대표, 조국혁신당, 초선)
  - 2024년 6월~: 제22대 국회 전반기 외교통일위원회 위원

## 역대 선거 결과
| 실시년도 | 선거   | 대수 | 직책     | 선거구   | 정당       | 득표수       | 득표율          | 순위         | 당락 | 비고 |
| -------- | ------ | ---- | -------- | -------- | ---------- | ------------ | --------------- | ------------ | ---- | ---- |
| 2024년   | 총선   | 22대 | 국회의원 | 비례대표 | 조국혁신당 | 6,874,278 표 | \| \| 24.25% \| | 비례대표 6번 |      | 초선 |
|          | 24.25% |      |          |          |            |              |                 |              |      |      |

## 소속 정당
| 소속 정당 | 소속 정당  | 소속 기간 | 비고      |
| --------- | ---------- | --------- | --------- |
|           | 조국혁신당 | 2024~현재 | 정계 입문 |

## 같이 보기
- 대한민국 제22대 국회의원 선거 조국혁신당 후보 목록#비례대표